# Ambesse Tolosa
Ambesse Tolosa (auch: Ambesse Tolossa; * 13. September 1977 in Shewa) ist ein äthiopischer Marathonläufer.
1998 siegte er beim Hokkaidō-Marathon mit dem aktuellen Streckenrekord von 2:10:13 h. Bei den Leichtathletik-Weltmeisterschaften 1999 in Sevilla belegte er Platz 13. Bei seinen weiteren Weltmeisterschafts-Teilnahmen kam er bei den Weltmeisterschaften 2003 in Paris/Saint-Denis und bei den Weltmeisterschaften 2005 in Helsinki auf Platz 19 und bei den Weltmeisterschaften 2007 in Osaka auf Platz 38. 
2004 siegte er beim Paris-Marathon in 2:08:56 h und belegte beim Marathon der Olympischen Spiele in Athen  den 15. Platz.
Sein erfolgreichstes Jahr war 2006, als er den Tokyo International Men’s Marathon, den Rock ’n’ Roll Marathon in San Diego und den Honolulu-Marathon gewann. 
2007 kam er in Honolulu erneut als Erster ins Ziel, wurde jedoch disqualifiziert, als bei einer Dopingprobe Morphin festgestellt wurde. Der zweitplatzierte Jimmy Muindi wurde zum Sieger erklärt, während Tolosa wegen Dopings mit einer zweijährigen Sperre belegt wurde.